# Рийпалу, Харальд
Харальд Рийпалу (эст. Harald Riipalu, при рождении Харальд Рейбах, эст. Harald Reibach; 13 февраля 1912, Волосово, Санкт-Петербургская губерния — 4 апреля 1961, Хекмондуайк, Уэст-Йоркшир) — офицер эстонской и немецкой армии. Кавалер Рыцарского креста Железного креста и Железных крестов 1 и 2-й степени. Оберштурмбаннфюрер CC.

## Биография
Родился 13 февраля 1912 года в Волосово Петербургской губернии в семье фермера. Имя при рождении носил Харальд Рейбах. Весной 1914 года семья перебралась на хутор Кюти. Начальное образование получил в гимназии Хуго Треффнера. С 1932 по 1933 проходил обучение на юридическом факультете Тартуского университета. Летом 1933 года призван в эстонскую армию в 3-й отдельный пехотный батальон, дислоцировавшийся в Валге. Во время службы окончил курсы повышения квалификации в военной школе Тонди по специальности «лыжник-велосипедист». В 1937 году окончил Офицерскую школу, став дипломированным офицером-пехотинцем. В 1938 году направлен в Нарву, где сменил фамилию Рейбах на Рийпалу. С 1939 по 1940 год служил в Министерстве обороны и во 2-м пехотном батальоне в Тарту.
В июне 1941 году, по разным версиям, или добровольно перешёл на сторону немецкой армии, или попал в плен. Больше полугода проходил фильтрацию в лагерях военнопленных в Пскове, Кёнигсберге и Бранденбурге. 10 апреля 1942 года назначен на должность взводного, а затем на должность командира 3-й роты в 36-й батальоне шуцманшафта в Тарту. 1 августа 1943 года вступил в войска СС. В январе 1945 года, командуя своим полком в Чехии, получил инфаркт.
В 1948 году вместе с семьей эмигрировал в Англию. Участвовал в эстонском национально-культурном движении. Умер 4 апреля 1961 в Уэст-Йоркшире.

## Новогрудок
2 августа 36-й полицейский батальон был дислоцирован в Белоруссию для «борьбы с партизанами». 5 августа батальон прибыл в город Новогрудок. Степень участия Харальда Рийпалу в уничтожении Новогрудского гетто оценивается неоднозначно[уточнить].

## Сталинград
22 ноября 36-й эстонский батальон прибыл на фронт под Сталинград. По причине болезни командира Харальд Рийпалу занял его должность. По некоторым данным, из солдат 36-го эстонского батальона погибли 39 человек, около десятка пропали без вести и около сотни были ранены. 42 солдата и офицера были награждены Железным крестом второй степени, в том числе и Рийпалу. В начале января 1943 года батальон был отправлен на отдых и переформирование в глубокий тыл.

## Группа армий «Север»
Зимой 1943 года в группе армий «Север» Харальд Рийпалу участвовал в сражениях под Невелем против частей 1-го и 2-го Прибалтийских фронтов. В феврале 1944 года повышен до штурмбаннфюрера и назначен командиром батальона.

## Нарва
В апреле 1944 года назначен командиром 45-го стрелкового SS гренадерского полка. Воевал на Нарвском фронте. 23 августа 1944 года за оборонительные бои под Нарвой награждён высшим орденом Третьего рейха — Рыцарским крестом Железного креста. Весной батальон Рийпалу встретил наступающую Красную армию на Синимяэских высотах. После боев назначен оберштурмбаннфюрером.